# Croton wassi-kussae
Pour Croton wassi-kussae var. stockeri Airy Shaw, voir Croton stockeri.
Espèce
Croton wassi-kussae est une espèce de plantes à fleurs du genre Croton et de la famille des Euphorbiaceae, présente en Papouasie-Nouvelle-Guinée.